# Fort Hill

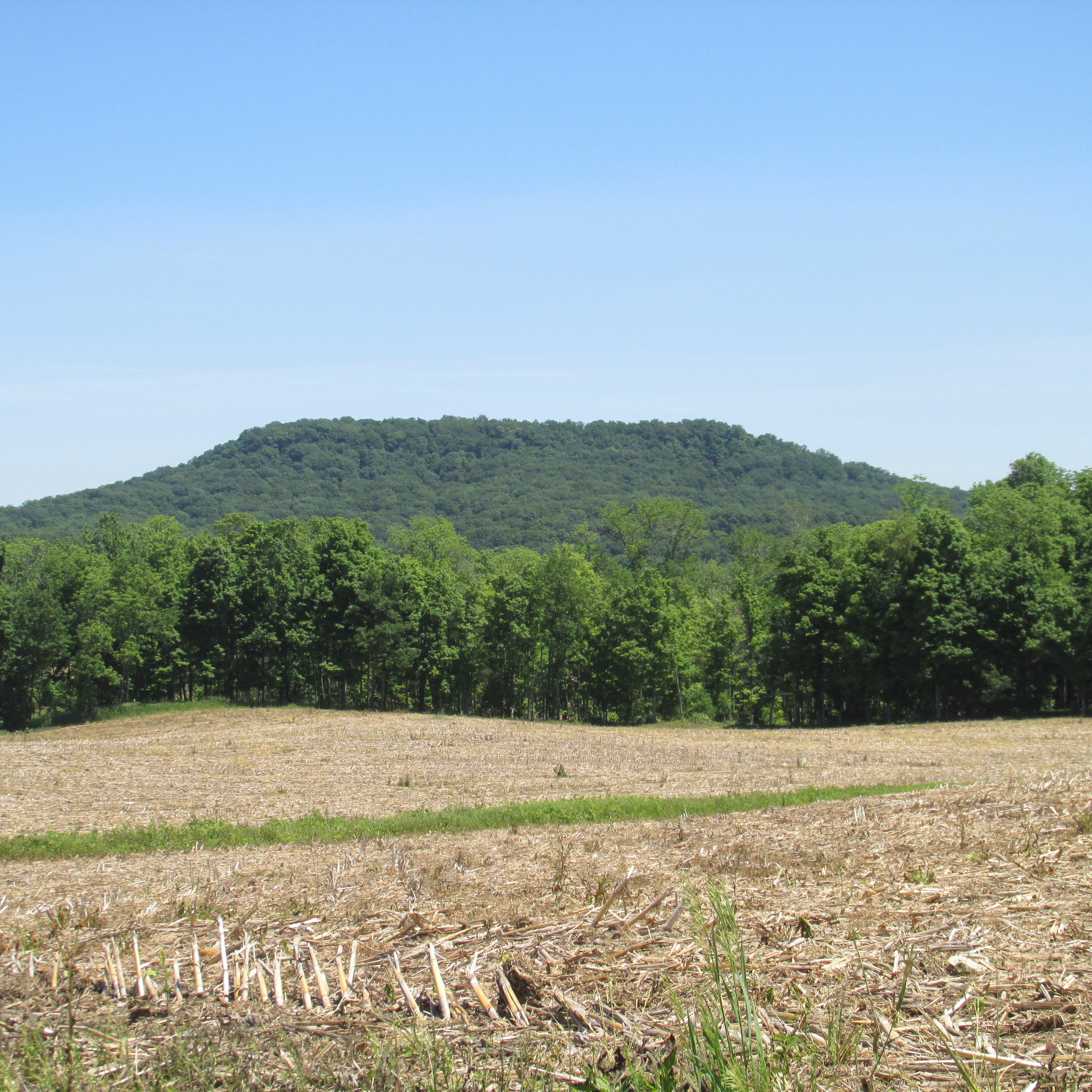
Widok na Fort Hill

Fort Hill – konstrukcja ziemna położona w południowo-zachodniej części hrabstwa Higland w amerykańskim stanie Ohio, około 50 kilometrów na południowy zachód od Chillicothe, będąca dziełem kultury Hopewell (100 p.n.e.–500 n.e.).
Stanowisko znajduje się na szczycie płaskiego naturalnego wzniesienia o wysokości ok. 150 m, wznoszącego się nad górnym biegiem rzeki Ohio Brush Creek. Po raz pierwszy zostało opisane w 1848 roku przez Ephraima George’a Squiera i Edwina Hamiltona Davisa. 
Stanowisko obejmuje obszar o powierzchni ok. 16 hektarów, otoczony wałami ziemnymi o wysokości od 2 do 4,5 m i szerokości 12–13,5 m. W wałach znajdują się łącznie 33 otwory wejściowe o szerokości do 6 metrów. Podczas przeprowadzonych w latach 1952–1954 prac archeologicznych odkryto fundamenty drewnianej konstrukcji o wymiarach 36×18 m oraz ceramikę i narzędzia krzemienne typowe dla kultury Hopewell. Początkowo przypuszczano, że założenie miało charakter obronny, obecnie przeważa opinia o jego ceremonialnej funkcji.